# Polypsecadium apolobamba
Polypsecadium apolobamba är en korsblommig växtart som beskrevs av Al-shehbaz och A. Fuentes. Polypsecadium apolobamba ingår i släktet Polypsecadium och familjen korsblommiga växter. Inga underarter finns listade i Catalogue of Life.